# Ludwig von Meixner
Ludwig von Meixner (* 24. August 1842 in Berlin; † 30. August 1902 in Landshut) war ein bayerischer Verwaltungsbeamter.

## Leben
Ludwig von Meixner wurde Sohn des k. bayerischen Zolladministrationsrats Carl von Meixner in Berlin geboren. Seine Familie kehrte bald nach Bayern zurück. Er studierte  an der Ludwig-Maximilians-Universität München Rechtswissenschaften. Nach Abschluss des Studiums trat er 1869 beim Bezirksamt München in den bayerischen Verwaltungsdienst ein. Er hatte verschiedenste Stellungen inne. 1875 wurde er Bezirksamtsassessor in Mühldorf am Inn, 1877 Assessor bei der Polizei in München, 1885 Polizeirat ebendort. 1890 wurde er zur Regierung von Niederbayern versetzt und zum Regierungsassessor befördert. 1897 bis 1901 war er Direktor der Münchner Polizei. Am 1. Februar 1901 wurde Ludwig von Meixner zum Regierungspräsidenten von Niederbayern ernannt. Das Amt hatte er bis zu seinem Tod inne.

## Auszeichnungen
- Verdienstorden vom Heiligen Michael: Klasse IV (1895), Ritterkreuz (1899), Komturkreuz (1902)
- Sankt-Stanislaus-Orden (Russland), 1884
- Orden der Eisernen Krone (Österreich), 1898
- Orden Heinrichs des Löwen (Braunschweig), 1898
- Orden vom Zähringer Löwen (Baden), 1898
- Orden Stern von Rumänien, 1898
- Leopoldsorden (Belgien), 1898